# La Garde (Var)
La Garde település Franciaországban, Var megyében. Lakosainak száma 26 316 fő (2022. január 1.). La Garde Carqueiranne, La Crau, La Farlède, Le Pradet, Toulon és La Valette-du-Var községekkel határos.

## Népesség
A település népességének változása:
| Lakosok száma | 25 298 | 25 047 | 25 645 | 25 126 | 25 380 | 25 505 | 25 563 | 25 912 | 26 316 |
|               | 2013   | 2015   | 2016   | 2017   | 2018   | 2019   | 2020   | 2021   | 2022   |